# Gesenkbiegepresse

Gesenkbiegen

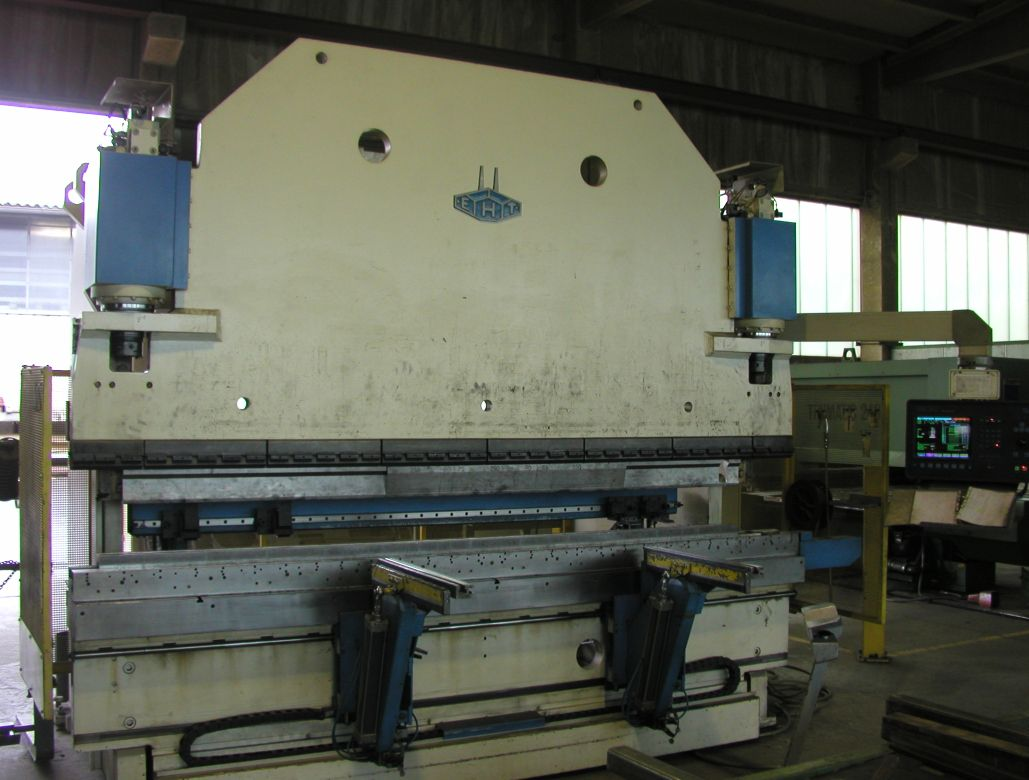
EHT-Biegepresse in der Praxis

In einer Gesenkbiegepresse, Abkantpresse oder Kantbank werden Blechteile wie Verkleidungsteile, Gehäuse oder Maschinenkomponenten durch Biegen hergestellt. Die Presse besteht grundlegend aus dem Biegestempel und dem Biegegesenk. Kommen noch ein Werkzeugspeicher und eine Werkzeugwechseleinrichtung hinzu, so spricht man von einem Gesenkbiegezentrum.
Beim Gesenkbiegen befindet sich ein Blech zwischen Stempel und Gesenk. Wird nun der Stempel gesenkt, so wird das Blech in das Gesenk gedrückt und nimmt die Form des Gesenkes an. Durch ein nicht vollständiges Absenken können auch beliebige kleinere Biegewinkel erzeugt werden. Bei komplizierteren Profilen sind auch mehrere Senkungen möglich, dabei wird nach der ersten Senkung das Blech anders positioniert und der Stempel nochmals gesenkt. Die Presse muss hierfür nicht neu eingerichtet werden, weshalb es sich um eine sehr wirtschaftliche Art der Formgebung handelt.
Eine andere Maschine, die Bleche biegt und abkantet, ist die Schwenkbiegemaschine, auf der Schwenkbiegen stattfindet.

## Sicherheit
Bei Gesenkbiegepressen bis Baujahr 2002 wird die Absicherung der Hände des Bedieners durch eine Zweihand-Sicherheitsschaltung (ZHS) (nach DIN EN 574) mit einem oder mehreren Bedienpulten gewährleistet. Die gefahrbringende Schließbewegung erfolgt nur dann, wenn der Bediener beide Schalter des Pults zeitgleich betätigt.
Allerdings ist diese Art der Blechverarbeitung aus zwei Gründen nicht mehr zeitgemäß:
1. Aufgrund der hohen Komplexität aktueller Blechkonstruktionen müssen die meisten Teile während der Biegung geführt werden.
2. Des Weiteren ist die Methode der ZHS sehr zeit- und damit auch kostenintensiv. Das ist eine Ursache dafür, dass es bei älteren Maschinen vielfach zur bewussten Umgehung der Zweihandschaltung kommt. Des Weiteren wird die ZHS umgangen, um das Teil halten zu können.

Um diese Probleme zu umgehen, werden Neumaschinen seit 2002 serienmäßig mit mitlaufenden Sicherheitseinrichtungen ausgestattet.
An beiden Seiten des Stößels werden Haltearme angebracht, an denen an der Unterseite das Sicherheitssystem installiert ist. Sende- und Empfangseinheit des Systems werden so angebracht, dass die Unterkante des Stempel überwacht wird. Dabei existieren verschiedene Überwachungskonzepte, die jedoch alle optisch funktionieren.
Die gängigste Variante ist dabei die Überwachung mittels eines oder mehrerer Laserstrahlen. Hierbei wird die Unterbrechung des Strahls als Auslöser für einen Nothalt der Maschine detektiert. Um bei diesen Systemen eine Kastenbiegung, d. h. eine Biegung, bei der ein bereits gekanteter Schenkel des Bleches in den Sicherheitsbereich der Kameras gelangt, durchführen zu können, muss der Bediener, nachdem die Unterbrechung des Laserstrahls erkannt wurde, die Sicherheitsabschaltung mittels eines Fußschalters quittieren. Alternativ können die vorderen Laserstrahlen für die Kastenbiegefunktion einmalig unterdrückt werden.

### Neuentwicklungen
Während die Entwicklung der Sicherheitssysteme sehr weit fortgeschritten ist, gibt es im Bereich der Haltearme noch einigen Entwicklungsbedarf. Um auch ältere Maschinen (vor Baujahr 2002) mit einer mitlaufenden Sicherheitseinrichtung abzusichern, müssen die Haltearme an die gegebenen Bedingungen angepasst werden. Hersteller von Neumaschinen stehen diesem Problem nicht gegenüber, da sie während der Konstruktionsphase der Maschine alle Möglichkeiten besitzen, die Haltearme zu integrieren.
Beiden Varianten ist jedoch gemeinsam, dass bei den meisten Armen keine Möglichkeit vorhanden ist, den Zustand des Sicherheitssystems anzuzeigen (aktiv/inaktiv). Dies ist insofern notwendig, da viele Maschinenbediener, deren Presse mit einer mitlaufenden Sicherheitseinrichtung ausgestattet wurde, weniger achtsam arbeiten, da sie von vollständigem Schutz während der Biegung ausgehen. Ihnen ist nicht bewusst, dass ab dem "Mute"-Punkt oder z. B. beim Verfahren des Hinteranschlages das System inaktiv ist. Um dieser Fehlinformation entgegenzuwirken, bieten aktuelle Entwicklungen im Nachrüstbereich neuerdings über LED-Leuchten, die in den Haltearm integriert sind, eine zusätzliche visuelle Zustandsanzeige des Systems.